# Nōkanshi
Un nōkanshi (納棺師) o yukanshi (湯灌師) es un funerario ritual japonés.
Los funerales japoneses son asuntos altamente ritualizados que son generalmente —aunque no siempre— conducidos de acuerdo con ritos budistas. Como preparación para el funeral, el cuerpo es lavado y los orificios son bloqueados con algodón o gasa. El ritual de amortajamiento (llamado nōkan), como se muestra en la película Okuribito, raramente es realizado, e incluso entonces se hace solo en áreas rurales. Esta ceremonia no está estandarizada, pero generalmente consiste en que nōkanshi profesionales preparen de forma ritual el cuerpo, vistan de color blanco al muerto, y ocasionalmente que apliquen maquillaje. El cuerpo es entonces puesto en hielo seco en un ataúd, junto con posesiones personales y objetos necesarios para el viaje a la vida posterior.
A pesar de la importancia de los rituales de muerte, en la cultura tradicional japonesa la persona es considerada como no limpia, así como todo lo relacionado con la muerte se cree que es una fuente de kegare (corrupción). Después de estar en contacto con el fallecido, las personas deben limpiarse ellas mismas mediante rituales de purificación. La gente que ha trabajado de forma cercana con el muerto, tal como los funerarios, son por tanto considerados como no limpios, y durante la era feudal aquellos cuyo trabajo estaba relacionado con la muerte se volvieron intocables, forzados a vivir en sus propias aldeas y discriminados por la sociedad más amplia. A pesar de un desplazamiento cultural desde la Restauración Meiji de 1868, el estigma de la muerte aún tuvo fuerza considerable dentro de la sociedad japonesa, y la discriminación en contra de los intocables continuó.
Hasta 1972, la mayoría de las muertes era tratada por las familias, casas de funerales, o nōkanshi. A partir de 2014, alrededor del 80% de las muertes ocurre en hospitales, y la preparación de los cuerpos frecuentemente es hecha por el personal del hospital; en tales casos, la familia suele no ver el cuerpo hasta el funeral.